# Milan Chladil
Milan Chladil   (Brno, 8 de febrer de 1931 - Praga, 28 de juny de 1984) va ser un cantant txec.

## Vida i treball
A Brno, a petició del seu pare, que era sastre, va aprendre el mateix ofici i després es va graduar de l'escola de negocis. Els anys 1949–1954 va començar a cantar a Brno amb l'orquestra d'Erik Knirsch. Va començar a estudiar cant al Conservatori de Brno i va completar els seus estudis el 1954–1957 al Conservatori de Praga. Després va anar a classes particulars amb Konstantin Karenin.
Els anys 1954–1956 va actuar amb l'orquestra Zdeněk Barták, on va conèixer la cantant Yvetta Simonová. El 1956 va cantar breument a la banda de jazz Kamila Hály. El mateix any es va traslladar a lorquestra Karel Vlach, on va treballar com a solista principal, juntament amb la seva companya Yvetta Simonová. Va cantar diversos duets amb ella. Entre els més coneguts hi ha About The Two of Us, The Two of Us and Time, Sweet Stupidity, Excepte el pol nord o Sentimental. Va treballar en aquesta orquestra durant 28 anys. El resultat de la cooperació a llarg termini amb Karel Vlach són uns 350 enregistraments de diverses cançons, molts enregistraments per a la ràdio txecoslovaca i la televisió txecoslovaca. A més de la seva orquestra principal, lorquestra Karel Vlach, actuaven ocasionalment amb diverses altres orquestres de ball, com l'orquestra de dansa de la ràdio txecoslovaca, l'orquestra de televisió txecoslovaca o lorquestra Václav Hybš. També va actuar amb la seva pròpia banda. També va trobar la seva feina com a cantant musical i d'opereta, especialment al teatre de música de Karlín, per exemple, al musical My Fair Lady i a l'opereta Na týeadow zelené. El 1964, a l'enquesta "Golden Nightingale", va situar-se segon per darrere de Karel Gott.

## Cançons més famoses (selecció)
- Až na severní pól
- Dívka, jež prodává růže
- Chtěl bych mít kapelu (také jako půvabná filmová píseň)
- Je krásné lásku dát
- Je nás jedenáct
- Té, kterou mám rád
- Teď už je ráno
- Toulavá
- Ulice, kde bydlíš ty
- Vždyť je léto
- Granada

## Duet amb Yvetta Simon (selecció)
- Anem a l'apartament
- Fills del Pireu
- Nosaltres i el temps
- Sobre nosaltres
- Dolces tonteries

## Premis
- 1964 "Rossinyol d'Or" - 2n lloc